# Palais de justice de Basse-Terre
Le palais de justice de Basse-Terre est un ensemble architectural situé dans la ville de Basse-Terre dans le département de la Guadeloupe en France. Œuvre de l'architecte Ali Tur, le bâtiment est construit de 1931 à 1934 pour devenir le siège des tribunaux de justice (parquet, cour d'appel et tribunal de grande instance) de la préfecture de la Guadeloupe. Il est classé aux monuments historiques depuis 1997.

## Historique
Le palais de justice de Basse-Terre est édifié de 1931 à 1934 sur les plans de l'architecte Ali-Georges Tur dans le cadre d'un projet global du Ministère des Colonies pour promouvoir le développement de la préfecture de la Guadeloupe — après les dégâts provoqués par le passage de l'ouragan Okeechobee en septembre 1928 et dans l'optique des célébrations du tricentenaire de la présence française sur l'île — qui incluait également l'hôtel de préfecture de la Guadeloupe et le palais du conseil général.
Le 15 décembre 1997, le palais est classé au titre des monuments historiques.